# Miguel Hidalgo, Pánuco
Miguel Hidalgo är en ort i Mexiko.   Den ligger i kommunen Pánuco och delstaten Veracruz, i den östra delen av landet, 300 km norr om huvudstaden Mexico City. Miguel Hidalgo ligger 31 meter över havet och antalet invånare är 132.
Terrängen runt Miguel Hidalgo är platt, och sluttar norrut. Runt Miguel Hidalgo är det ganska glesbefolkat, med 32 invånare per kvadratkilometer. Närmaste större samhälle är Colonia Piloto, 10,8 km väster om Miguel Hidalgo. Trakten runt Miguel Hidalgo består till största delen av jordbruksmark.